# ستيفن هورويتز
ستيفن هورويتز (بالإنجليزية: Steven Horwitz)‏ هو اقتصادي أمريكي، ولد في 7 فبراير 1964 في ديترويت في الولايات المتحدة.